# 锡格哈茨基兴
锡格哈茨基兴是奥地利下奥地利州图尔恩县的一个市镇。总面积61.59平方公里，总人口6866人，人口密度111.5人/平方公里（2005年）。